# Николай (Иван)
Епископ Николай Иван (рум. Nicolae Ivan; 17 мая 1855, Ацилии — 3 февраля 1936, Клуж) — епископ Румынской православной церкви, епископ Вадский, Фелякский и Клужский.

## Биография
Он был сыном крестьян Иоанна Ивана и Марии. Его семья состояла из 9 детей (7 мальчиков и 2 девочек), из которых остались живы 4 мальчика и девочка. Из них только двое были призваны пройти высшее образование, старший Иван и младший Николай.
В период с 1861 по 1863 год обучался в начальной школе села Ачиллий, затем продолжился начальный цикл в селе Сэлиште. В 1965 году поступил в гимназию в Сибиу. Его старший брат Иван понес часть расходов на его содержание в Государственном лицее Сибиу, который он окончил в 1875 году. Затем он поступил на богословскую семинарию им. Андрея Шагуны в Сибиу, которую через три года в 1876—1877 учебном году.
Начиная с 1876—1877 учебного года он работал учителем в обычной столичной школе в залах, где работал в течение трех лет. 12/24 февраля 1880 года он женился на Марии Джекх (Maria Jech), дочери нотариуса из Нокриха. Девушка была римско-католичкой по вероисповеданию и окончила институт францисканских сестёр в Сибиу, где изучала французский язык, но до вступления в брак перешла в православие. После этого его рукополагают в сан диакона.
3/15 февраля родилась его дочь Ветурия-Мария, но через 9 дней после рождения девочки умирает его жена из-за послеродовой лихорадки, об этой тяжелой утрате говорит Николай Иван в своей автобиографии: «если бы у меня не было этого ребенка, Бог знает, что случилось бы со мной. Она вдохновляла меня силой, стремлением дать ей рост и обеспечить ее будущее, подтолкнула меня к работе, пощадить и жить как можно более скромной жизнью»
Он боролся с попытками дезационализации румын через школу и выражал румынскую точку зрения по изучению венгерского языка в румынских школах на Будапештском учебном Конгрессе 12 августа 1881 года в качестве делегата от учителей. Он был назначен министром юстиции доктором Т. Полером из Будапешта как духовный и учитель в Институте исправительных учреждений Аюда. 26 октября 1884 года был рукоположен священником для служения в институте, где прослужил до 1890 года. С 1888 года был членом Национального церковного Конгресса Германштадской (Трансильванской) митрополии.
C октября 1890 по октябрь 1892 года — редактор газеты «Telegraful Român» в Сибиу.
В 1892—1897 годы — протопоп (благочинный) в Алба-Юлии и в то же время и «администратор Протопопии» в Орэштие. В 1897—1919 годы — экономический советник (асессор) в Сибиуской архиепископии. В 1898—1919 годы — член епархиального Собрания Сибиуской архиепископии.
В 1919—1921 годы — викарий румынской православной консистории в Клуже. 28 сентября 1921 года был избран первым правящим архиереем Вадской, Фелякской и Клужской епархии. Его интронизация состоялась 19 декабря того же года.
В качестве епископа он организовал новую епархию, купил величественную резиденцию основал в 1923 году епархиальную газету «Renaşterea» («Возрождение») и типографию, в которой появились десятки богословских сочинений, открыл в 1924 году богословскую академию в Клуже. При его непостредсвенном участии был возведён монументальный православный собор в Клуже и десятки церквей в составе епархии.
В знак признания за свою работу, в 1934 году он назначен почётным членом Румынской Академии.
Скончался 3 февраля 1936 года в Клуже (ныне Клуж-Напока).